# Syzygium littorale
Syzygium littorale là một loài thực vật có hoa trong Họ Đào kim nương. Loài này được (Blume) Amshoff miêu tả khoa học đầu tiên năm 1944.